# If I Can Dream
If I can dream (Lit. "Si puedo soñar") es una canción popularizada por Elvis Presley escrita por Walter Earl Brown, notable por su alusión a la frase de Martin Luther King de 1963 "I have a dream". La canción fue grabada por Elvis Presley en 1968 dos meses después del asesinato de King, e interpretada ante la audiencia al final del programa televisivo de la NBC '68 Come Back Special que significó además del regreso de Elvis Presley a las actuaciones en vivo  el logro como artista por reinventarse a sí mismo ante las nuevas generaciones, trayendo a su vez de regreso los valores del sueño americano y un llamado a la unidad de la sociedad norteamericana que se hallaba dividida por conflictos raciales y políticos.

## Historia

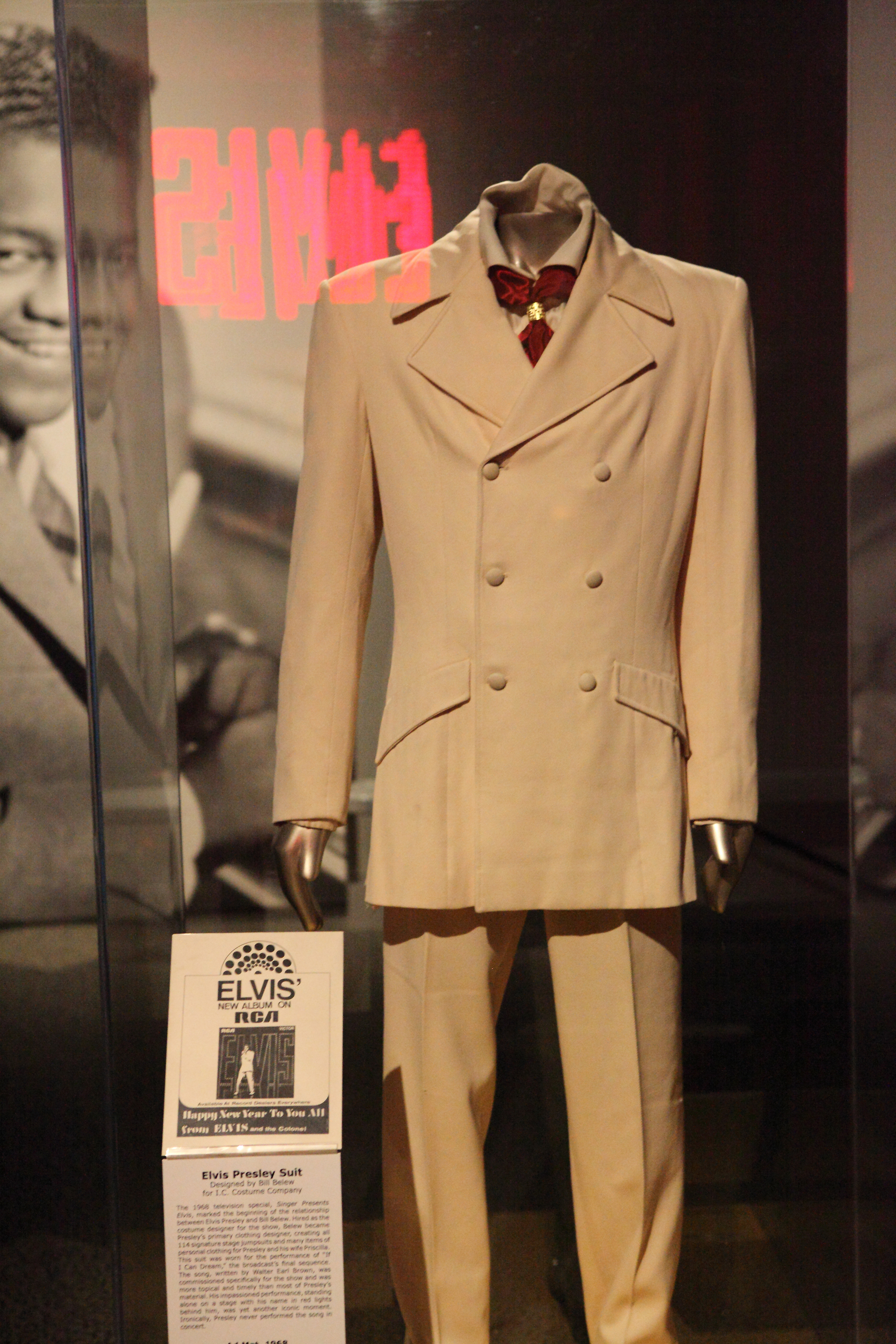
Atuendo usado por Elvis Presley en 1968 durante la interpretación de If I Can Dream

Walter Brown había sido convocado para escribir una canción que reemplazara el villancico "I'll Be Home for Christmas" para el gran final del programa televisivo de Elvis en la NBC que se grabaría en junio de 1968. Conociendo Brow el cariño que Elvis sentía por Martin Luther King Jr y lo devastado que Elvis se sentía respecto a su reciente fallecimiento,al igual que lo mucho que lo había afectado previamente el asesinato de Robert F. Kennedy   él escribió "If I can dream" teniendo a Elvis en mente. Luego de que Elvis escuchara el demo se sintió tan conmovido que proclamó que "Nunca más cantaré una canción en la cual no crea. Nunca haré otra película en la que no crea". Y más allá de que debía cumplir con los contratos cinematográficos que ya había firmado anteriormente, Elvis mantuvo esa promesa por el resto de su vida.
La canción fue publicada por la compañía de Presley, Gladys Music, Inc.
Luego de que el Coronel Tom Parker escuchara el demo de la canción enviado por Earl Brown, él dijo "Esta no es la clase de canción de Elvis". Elvis estaba allí y se opuso a los argumentos de Parker y entonces alegó "Déjame intentarlo, hombre". Earl Brown manifestó que durante la grabación vio lágrimas en las mejillas de los coristas y uno de ellos le dijo a Brown "Elvis jamás cantó con semejante emoción. Pareciera como si él entendiera cada palabra".

## Interpretación
A nivel escénico y musical, Presley interpretó la canción con un traje blanco de tres piezas, evocando la imagen de un predicador sureño. Comienza la presentación vocal con un suave tono de tenor barítono. Poco a poco, su apasionada súplica se vuelve más cruda y contundente a medida que aumenta la intensidad. Su voz áspera y visceral casi grita en el crescendo que cierra la pieza. A nivel emocional, esta pieza resulta ser diferente a cualquier otra interpretación que hasta esa fecha el cantante haya hecho. Resulta para él auténtica, a diferencia de mucha de las canciones que tuvo que cantar durante sus películas, lo que motivó al artista a afirmar que ya nunca volvería a cantar una canción en la que no creyera. 

## Una grabación exitosa
Luego de que la grabación del especial televisivo se hubiera completado con su eventual edición,  estrenado entonces en diciembre de 1968, la canción fue editada como disco simple con el tema "Edge of reality" ("Al borde de la realidad") en su cara opuesta el mes anterior al estreno del especial, en noviembre de ese mismo año. La canción entró al chart del Billboard Hot 100 manteniéndose allí por tres meses y escalando hasta el puesto # 12 con más de 1 millón de ventas, aunque la RIAA certificó la canción solamente como disco de oro por 500.000 unidades en marzo de 1992. En el Reino Unido If I Can Dream alcanzó el puesto # 11  y en Canadá la canción logró escalar hasta el puesto # 6 en el RPM's Top Sigles Chart manteniendo esta posición por dos semanas.

## Letra
If I Can Dream es una canción repleta de conceptos poéticos, En ella, Elvis habla sobre su sueño acerca de un lugar idílico donde existan luces brillando más intensamente, pájaros volando más alto en un cielo azul y donde las personas caminen de la mano en un gesto de hermandad, con paz y entendimiento donde fuertes vientos de promesas arrasen con las dudas y el miedo, un lugar donde el sol brille para todos.

En el medio de ese sueño idílico Elvis reflexiona sobre los problemas de la sociedad a través de barios versos cargados de metáforas donde alude a los conflictos sociales como una especie de tormenta que atrapa a los seres humanos, pero al mismo tiempo brinda su mensaje de esperanza siempre que el hombre tenga la suficiente fuerza para soñar, lo que le dará el poder para redimir su alma y volar. 
| We're lost in a cloud With too much rain We're trapped in a world That's troubled with painBut as long as a man Has the strength to dream He can redeem his soul and fly | Nosotros estamos perdidos en una nube con mucha lluvia Estamos atrapados en un mundo que nos afligió con sufrimientoPero mientras que un hombre tenga la fuerza para soñar él podrá redimir su alma y volar |

## Influencia en la cultura popular
El escritor religioso Jeremiah Nighthawk Taylor expresaría acerca de Presley y su interpretación "Este creyente sureño, otrora pobre y humilde, se codea con los marginados negros de la sociedad sureña. ¡Qué declaración tan audaz para un sureño en 1968! La interpretación de Presley la convierte en uno de los mejores himnos jamás grabados para una búsqueda de la armonía humana guiada por el espíritu" 
El contenido de la canción y la interpretación magnánima de Elvis reforzaron los valores del sueño americano que se habían perdido desde mediados de la década de los 60s con la moda musical impuesta desde el Reino Unido  y con el cuestionamiento del movimiento hippie al American Way of Life. 
En 2013 RCA Records y Legacy Recording editó un álbum titulado de manera homónima "If I Can Dream", donde se incluyó grabaciones de Elvis de archivo  a las que se le sumaron los arreglos musicales de la Orquesta Filarmónica Real de Londres. El álbum alcanzó el puesto # 1 en la lista británicas del Official Chartw Company

## Homenaje
En 2007 el programa "American Idol" logró gracias a la tecnología un momento mágico de edición en video y con efecto de la rotoscopia. Al conmemorarse el 30° año del fallecimiento de Elvis, a modo de homenaje, Céline Dion apareció haciendo dueto junto a Elvis e interpretando "If I can dream". El tema fue el más descargado de ITunes y se logró una recaudación de 76 millones de dólares, que fueron destinados con fines benéficos para niños africanos y estadounidenses.

## Estadísticas en los charts
| Chart (1968–69)                     | Posición alcanzada |
| ----------------------------------- | ------------------ |
| Australia (Kent Music Report)       | 2                  |
| Bélgica Ultratop 50 Singles Valonia | 37                 |
| Canadá RPM Top Singles              | 6                  |
| Italia                              | 13                 |
| New Zealand (oyentes)               | 9                  |
| South Africa (Springbok)            | 7                  |
| UK Singles (OCC)                    | 11                 |
| U.S. Billboard Hot 100              | 12                 |
| U.S. Cash Box Top 100               | 9                  |
| U.S. Dave. Marsh Creem              | 19                 |
| U.S. Record World Magazine          | 9                  |

| Región                | Certificación | Certificación de unidades vendidas |
| --------------------- | ------------- | ---------------------------------- |
| Reino Unido (BP)      | Plata         | 20.000                             |
| Estados Unidos (RIAA) | Oro           | 500.000                            |